# Cướp phá Rome (410)
Cuộc cướp phá thành Rome vào ngày 24 tháng 8 năm 410 do người Visigoth dưới sự lãnh đạo của vua Alaric tiến hành. Vào thời điểm đó, Rome không còn là thủ đô hành chính Đế chế Tây La Mã nữa, vì đã bị thay thế lần lượt bởi Mediolanum (nay là Milan) vào năm 286 và Ravenna vào năm 402. Tuy nhiên, Rome vẫn giữ vị thế quan trọng như "thành phố vĩnh cửu" và trung tâm tinh thần Đế chế. Đây là lần đầu tiên sau gần 800 năm, Rome bị rơi vào tay kẻ thù ngoại bang, khiến cho cả bạn lẫn thù của Đế chế đều bị sốc.
Cuộc cướp phá năm 410 được xem là một dấu mốc quan trọng trong sự sụp đổ Đế chế Tây La Mã. Thánh Jerome, khi đang sống ở Bethlehem, đã viết: “thành phố từng chinh phục cả thế giới, giờ đây lại bị chinh phục.”

## Bối cảnh
Các bộ tộc German đã trải qua nhiều thay đổi lớn về công nghệ, xã hội và kinh tế sau bốn thế kỷ tiếp xúc với Đế chế La Mã. Từ thế kỷ 1 đến thế kỷ 4, dân số, sản xuất kinh tế và liên minh bộ tộc của German phát triển mạnh, giúp các bộ tộc German có khả năng chiến đấu và thách thức cả La Mã.
Người Goth – một trong các bộ tộc German – bắt đầu xâm lược Đế chế La Mã từ năm 238. Đến cuối thế kỷ 4, người Hung xâm chiếm lãnh thổ của các bộ tộc German khác, khiến nhiều bộ tộc (trong đó có người Goth Therving do Fritigern và Alavivus lãnh đạo) phải chạy vào Đế chế Đông La Mã để tị nạn vào năm 376.
Tuy nhiên, do nạn đói, thuế cao, sự kỳ thị từ dân La Mã và tham nhũng trong chính quyền, người Goth quay sang nổi loạn. Người Goth cướp phá khắp vùng Balkan, và đánh bại quân La Mã trong trận Adrianople năm 378, giết chết hoàng đế Valens.
Năm 382, hòa bình được lập lại khi hoàng đế Theodosius I ký hiệp ước với người Therving – từ đó gọi là Visigoth – cho họ định cư ở vùng Dacia và Thrace. Dù vẫn nằm dưới chủ quyền La Mã, người Visigoth có quyền tự trị và phải phục vụ quân sự.
Sau khi Fritigern qua đời khoảng năm 382, Alaric được bầu làm vua (thời điểm chính xác còn tranh cãi, có thể là năm 391 hoặc 400). Alaric sau đó xâm nhập vào lãnh thổ phía Đông La Mã nhưng bị Theodosius và tướng Stilicho đánh bại, buộc phải quay lại làm chư hầu La Mã.
Năm 394, Alaric cùng quân Visigoth tham gia chiến dịch đánh chiếm Đế chế Tây La Mã trong đội quân của Theodosius. Trong trận chiến tại sông Frigidus, một nửa quân Visigoth tử trận. Dù Alaric được phong tước "comes" vì lòng dũng cảm, người Goth bắt đầu nghi ngờ rằng La Mã cố tình dùng họ như bia đỡ đạn. Alaric cũng tức giận vì không được trao chức vụ cao hơn trong chính quyền La Mã.

### Visigothic tấn công La Mã

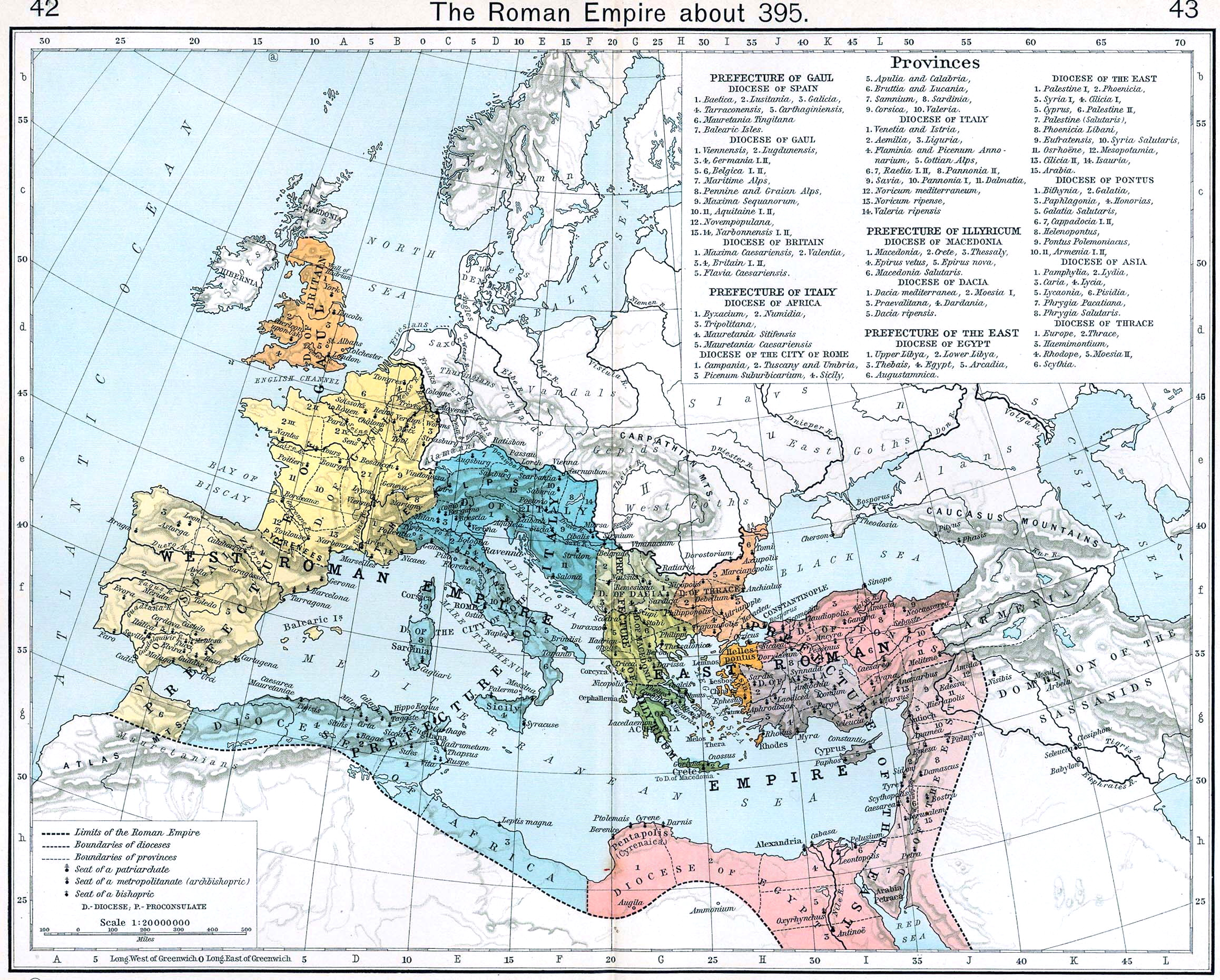
Các đơn vị hành chính Đế chế La Mã vào năm 395, dưới thời Hoàng đế Theodosius I.

Sau cái chết của Hoàng đế Theodosius I vào ngày 10 tháng 1 năm 395, tình hình chính trị và quân sự của Đế chế La Mã nhanh chóng rơi vào khủng hoảng. Người Visigoth, từng ký hiệp ước liên minh với La Mã vào năm 382, coi hiệp ước này đã hết hiệu lực khi Theodosius qua đời. Alaric, một thủ lĩnh nổi bật người Visigoth, lập tức rút quân về Moesia (nay thuộc khu vực Nam Balkan), tập hợp các bộ lạc Goth khác ở vùng Danube và nổi dậy chống La Mã. Ông tiến hành xâm lược vùng Thrace và đe dọa thành Constantinople, thủ đô Đế chế Đông La Mã. Cùng thời điểm, người Hung cũng xâm lược vùng Tiểu Á, khiến tình hình càng thêm rối ren.
Cái chết của Theodosius cũng khiến đế chế rơi vào tranh chấp quyền lực nội bộ. Hai con trai ông – Honorius (10 tuổi) và Arcadius (18 tuổi) – lần lượt được trao quyền cai trị phần Tây và phần Đông của Đế chế La Mã. Tuy nhiên, cả hai đều còn quá trẻ và phải phụ thuộc vào các nhân vật quyền lực xung quanh. Stilicho, một tướng lĩnh có ảnh hưởng lớn và từng trung thành với Theodosius, tuyên bố được giao trọng trách giám hộ cả hai hoàng đế. Stilicho nắm quyền kiểm soát tại Tây La Mã, trong khi ở phía Đông, quyền lực thuộc về Rufinus – quan tổng trấn đầy tham vọng của Constantinople – người tự xưng là người giám hộ của Arcadius.
Giữa lúc mâu thuẫn Đông–Tây La Mã căng thẳng, Rufinus tìm cách thương lượng với Alaric để Alaric rút lui khỏi Constantinople, có thể bằng cách hứa hẹn cấp cho Alaric vùng đất ở Thessaly. Sau khi rút khỏi thủ đô, Alaric tiến vào vùng Hy Lạp và cướp phá các thành phố trong tỉnh Macedonia. Stilicho khi đó dẫn một đạo quân liên minh gồm binh sĩ Đông và Tây La Mã tiến vào Thessaly để đối đầu với Alaric, người đã dựng chiến lũy ở vùng Larissa. Dù vây hãm Alaric trong nhiều tháng, Stilicho không phát động tấn công và cuối cùng phải rút lui theo lệnh từ Arcadius, có thể do bị ảnh hưởng bởi những kẻ thù chính trị tại triều đình Đông La Mã.
Stilicho gửi quân Đông về lại Constantinople, do một tướng người Goth tên Gainas chỉ huy. Khi Rufinus ra nghênh tiếp đội quân này vào tháng 11 năm 395, Rufinus bất ngờ bị sát hại – nguyên nhân chính xác chưa rõ, nhưng có thể là theo lệnh của Stilicho hoặc người kế nhiệm Rufinus là Eutropius.
Việc Stilicho rút quân tạo điều kiện cho Alaric tiếp tục tàn phá Hy Lạp. Stilicho cướp bóc các thành phố lớn như Piraeus (cảng của Athens), Corinth, Argos, và Sparta. Chỉ riêng Athens thoát nạn nhờ trả tiền chuộc. Phải đến năm 397, Stilicho mới quay lại Hy Lạp với một đạo quân mới, phần lớn gồm các đồng minh man rợ. Stilicho tin rằng chính quyền Đông La Mã sẽ chấp nhận sự giúp đỡ của mình. Sau vài cuộc giao tranh, Stilicho vây hãm Alaric tại Pholoe, nhưng sau đó lại rút về Ý, cho phép Alaric rút quân vào vùng Epirus. Nguyên nhân Stilicho không tiêu diệt Alaric vẫn còn tranh cãi – có người cho rằng quân đội ông không đủ mạnh, hoặc lại có lệnh từ Arcadius buộc phải rút. Một giả thuyết khác cho rằng Stilicho đã âm thầm thương lượng với Alaric để phục vụ lợi ích riêng và phản bội chính quyền Đông La Mã.
Dù lý do là gì, Stilicho bị tuyên bố là kẻ thù công khai của Đế chế Đông La Mã trong năm đó. Trong khi đó, Alaric tiếp tục quấy phá ở vùng Epirus, buộc triều đình Đông La Mã phải nhượng bộ vào năm 398.  Alaric được phong làm magister militum per Illyricum (Thống chế tỉnh Illyricum) – một chức danh cao cấp trong quân đội La Mã, đồng thời được quyền kiểm soát tài nguyên và vũ khí trong vùng Illyricum được giao.
Về phần mình, Stilicho củng cố quyền lực tại Tây La Mã bằng cách dẹp một cuộc nổi loạn ở châu Phi do Đông La Mã hậu thuẫn. Stilicho còn gả con gái mình – Maria – cho Hoàng đế Honorius mới 11 tuổi, từ đó tăng cường ảnh hưởng chính trị của mình trong triều đình Tây La Mã.

## Visigoth tấn công Ý lần thứ nhất
Sau khi Eutropius bị xử tử, Aurelianus trở thành chấp chính mới của phía Đông và vào năm 400 đã tước danh hiệu của Alaric tại Illyricum. Cùng năm đó, một cuộc bạo loạn ở Constantinople dẫn đến vụ thảm sát từ 700 đến 7.000 lính Goth và gia đình họ. Gainas, một thủ lĩnh người Goth từng được phong làm magister militum (Thống chế), nổi dậy nhưng bị người Hung dưới trướng Uldin giết chết. Đầu Gainas được gửi về Constantinople như một món quà.
Những biến động này, cùng với việc La Mã bắt tay với người Hung – một dân tộc mà Alaric rất e ngại – khiến vị thế của Alaric ở Đông La Mã trở nên bấp bênh. Trong khi Stilicho đang bận đối phó với các cuộc xâm lược của người Vandal và Alan ở Rhaetia và Noricum, Alaric dẫn quân xâm lược Ý vào cuối năm 401, gần như không gặp kháng cự. Quân Goth chiếm một số thành phố và bao vây kinh đô Tây La Mã là Mediolanum (Milan).
Stilicho kéo quân đến giải vây, vượt sông Adda và buộc Alaric phải rút về Pollentia. Tại đây, vào ngày Lễ Phục Sinh (6 tháng 4 năm 402), ông bất ngờ tấn công Alaric trong Trận Pollentia. Trận đánh kết thúc không phân thắng bại, nhưng sau đó Alaric tiếp tục bị đánh bại tại Trận Verona, chịu tổn thất nặng và bị bao vây. Nhiều binh sĩ trong đội quân Alaric đào ngũ, trong đó có Sarus – một thủ lĩnh Goth chuyển sang phục vụ La Mã.
Sau thất bại, Alaric rút quân về vùng biên Dalmatia và Pannonia. Sự kiện Mediolanum suýt thất thủ khiến Hoàng đế Honorius lo sợ, quyết định dời đô từ Mediolanum đến Ravenna – một thành phố dễ phòng thủ hơn. Tuy nhiên, việc dời đô về Ravenna đã khiến triều đình Tây La Mã mất liên hệ với các sự kiện ở phía tây bắc châu Âu, góp phần làm suy yếu toàn bộ đế chế.
Sau đó, Alaric bắt đầu liên minh với Stilicho, và được bổ nhiệm làm magister militum per Illyricum năm 405 để giúp La Mã chiếm lại vùng này từ Đông La Mã. Nhưng cùng năm đó, một thủ lĩnh Goth khác là Radagaisus xâm lược Ý, buộc kế hoạch phải tạm hoãn. Stilicho, với sự hỗ trợ của các đồng minh Alan, Goth (dưới trướng Sarus) và người Hung, đánh bại Radagaisus vào tháng 8 năm 406 sau khi miền bắc nước Ý bị tàn phá nặng nề. Khoảng 12.000 binh lính Radagaisus được ép gia nhập quân đội La Mã, số còn lại bị bán làm nô lệ khiến giá nô lệ lao dốc tạm thời.
Năm 407, Stilicho quay lại kế hoạch tấn công Illyricum. Tuy nhiên, biên giới sông Rhine bị sụp đổ do các tộc người Vandal, Suebi và Alan tràn vào xứ Gaul. Dân La Mã ở đó nổi dậy và ủng hộ một kẻ tiếm vị là Constantine III. Điều này buộc Stilicho phải chuyển hướng chú ý khỏi Alaric.

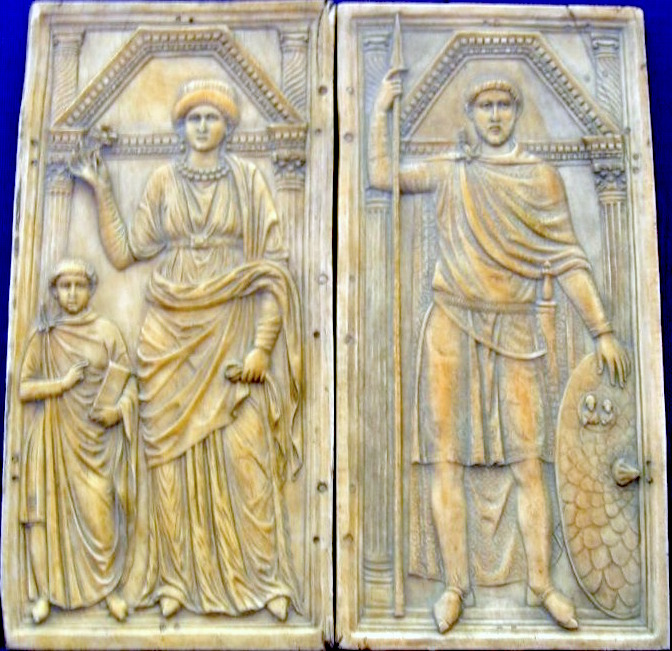
Tấm ngà khắc dạng diptych (bức chạm khắc hai tấm) của Stilicho (bên phải) cùng vợ là Serena và con trai Eucherius, khoảng năm 395.

Mãi đến năm 408, sau khi hòa giải với Đế chế Đông La Mã, Stilicho mới không còn cần đến Alaric nữa. Alaric, cảm thấy bị bỏ rơi, xâm chiếm Noricum và Pannonia, rồi yêu cầu La Mã trả 288.000 solidi (khoảng 1.800 cân vàng), tương đương thu nhập hàng năm của một gia đình quý tộc La Mã. Dù Stilicho phải rất khó khăn mới thuyết phục được Viện nguyên lão La Mã đồng ý chi khoản này, nhưng nó không bao giờ đến được tay Alaric.
Ngày 1 tháng 5 năm 408, Hoàng đế Arcadius (Đông La Mã) qua đời và con trai ông là Theodosius II kế vị. Honorius dự định sang phía Đông để đảm bảo quyền kế vị cho cháu mình, nhưng Stilicho đề nghị tự đi thay. Trong lúc này, Olympius, một quan chức triều đình và kẻ thù của Stilicho, tung tin đồn rằng Stilicho âm mưu đưa con trai mình, Eucherius, lên ngôi Đông La Mã. Tin đồn này lan rộng và khiến binh lính La Mã nổi loạn, sát hại hàng loạt quan chức thân Stilicho.
Stilicho từ chối để quân lính man rợ của mình đàn áp cuộc nổi loạn, và thay vào đó đến Ravenna để thương lượng với Honorius. Nhưng Honorius, tin vào lời đồn, ra lệnh bắt giữ ông. Dù tìm cách ẩn náu trong một nhà thờ, Stilicho bị dụ ra ngoài và lập tức bị xử tử vào ngày 22 tháng 8 năm 408. Stilicho không cho quân đội kháng cự và bị hành quyết ngay tại Ravenna. Kết quả là khoản tiền dành cho Alaric bị hủy bỏ.
Cái chết của Stilicho – người từng giữ vững Tây La Mã trong suốt 13 năm – có ảnh hưởng nghiêm trọng. Con trai ông, Eucherius, cũng bị hành quyết tại Rome không lâu sau đó. Olympius lên nắm quyền, trở thành người đứng sau ngai vàng và khởi động một chính sách bài man rợ quyết liệt, thanh trừng tất cả những người từng ủng hộ Stilicho.
Quân đội La Mã bắt đầu tàn sát vô tội vạ các lính đánh thuê man rợ (foederati) và gia đình họ tại nhiều thành phố. Hàng ngàn người chạy trốn khỏi nước Ý, tìm đến Alaric ở Noricum để xin gia nhập lực lượng của Alaric. Theo sử gia Zosimus, số lượng người tị nạn lên đến 30.000 – tuy nhiên, các học giả hiện đại như Peter Heather cho rằng con số này đã bị phóng đại và có thể chỉ là tổng quân số của Alaric sau khi tiếp nhận người tị nạn.

## Visigoth tấn công Ý lần thứ hai

### Cuộc bao vây thứ nhất
Alaric cố gắng đàm phán với hoàng đế Honorius, yêu cầu con tin, vàng và được phép chuyển đến Pannonia, nhưng Honorius từ chối. Biết rõ nước Ý đang phòng thủ yếu sau cái chết của Stilicho, Alaric đã xâm lược vào đầu tháng 10. Alaric cũng gửi tin cho em rể Ataulf, yêu cầu hỗ trợ và tăng viện.
Alaric cùng quân Visigoth cướp phá Ariminum và nhiều thành phố khác khi tiến xuống phía nam. Theo sử gia Zosimus, cuộc hành quân của Alaric diễn ra thong thả, không bị cản trở, như thể đang đi dự lễ hội. Một nhóm người Goth khác do Sarus dẫn đầu vẫn ở lại Ý nhưng giữ thái độ trung lập.
Thành Rome khi đó có thể có tới 800.000 dân, là thành phố lớn nhất thế giới. Người Visigoth dưới trướng Alaric bao vây thành phố vào cuối năm 408. Người dân hoảng loạn, thậm chí đề xuất khôi phục tế lễ ngoại giáo để xua đuổi quân xâm lược. Giáo hoàng Innocent I chấp nhận với điều kiện tế lễ diễn ra kín đáo, nhưng các thầy tế ngoại giáo khăng khăng phải thực hiện công khai tại Công trường La Mã nên kế hoạch bị hủy bỏ.

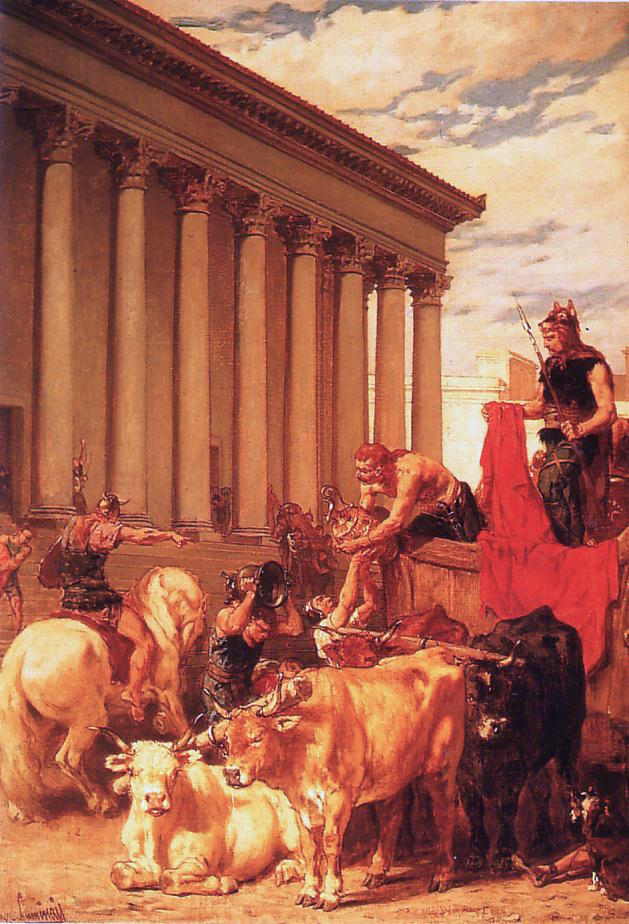
Cuộc cướp phá thành Rome bởi Évariste Vital Luminais (1821–1896). New York, Phòng trưng bày Sherpherd.

Serena – vợ của Stilicho và em họ của hoàng đế Honorius – đang ở trong thành và bị nghi ngờ (dù không có bằng chứng) là đang giúp Alaric. Galla Placidia – em gái của hoàng đế Honorius – cũng bị mắc kẹt trong thành và đồng ý cho Viện Nguyên lão La Mã xử tử Serena, người sau đó bị siết cổ đến chết.
Khi Alaric kiểm soát sông Tiber, nguồn lương thực vào thành bị cắt đứt. Lượng lúa mạch bị giảm xuống còn một nửa rồi một phần ba. Thành phố rơi vào nạn đói, bệnh tật lan rộng, xác chết nằm la liệt không được chôn cất.
Viện Nguyên lão La Mã cử sứ giả đến gặp Alaric. Khi họ khoe rằng dân La Mã sẵn sàng chiến đấu, Alaric cười và nói: "Cỏ dày thì dễ cắt hơn cỏ mỏng." Khi được hỏi điều kiện để rút quân, Alaric đòi toàn bộ vàng bạc, đồ dùng quý và nô lệ man rợ trong thành. Một sứ giả hỏi: "Vậy dân thành còn lại gì?" – Alaric đáp: "Mạng sống của họ."
Cuối cùng, Rome phải trao cho Visigoth: 2.300 cân vàng, 13.000 cân bạc, 4.000 áo lụa, 3.000 bộ da nhuộm đỏ thắm, 1.300 cân tiêu. Nhiều nô lệ man rợ cũng bỏ trốn theo Alaric, nâng quân số của Alaric lên khoảng 40.000 người, phần lớn có thể là tàn quân của Radagaisus.
Để gom đủ số tiền chuộc, các nguyên lão bị buộc đóng góp theo khả năng, dẫn đến tham nhũng và thiếu hụt. Người La Mã phải phá huỷ các đền đài, tượng ngoại giáo (trong đó có tượng Thần Dũng Cảm Virtus) để lấy kim loại. Sử gia Zosimus bình rằng việc nung chảy tượng Virtus tượng trưng cho việc lòng dũng cảm La Mã đã bị xóa sổ hoàn toàn.
Honorius đồng ý trả tiền chuộc và quân Visigoth rút về Etruria vào tháng 12 năm 408.

### Cuộc bao vây thứ hai

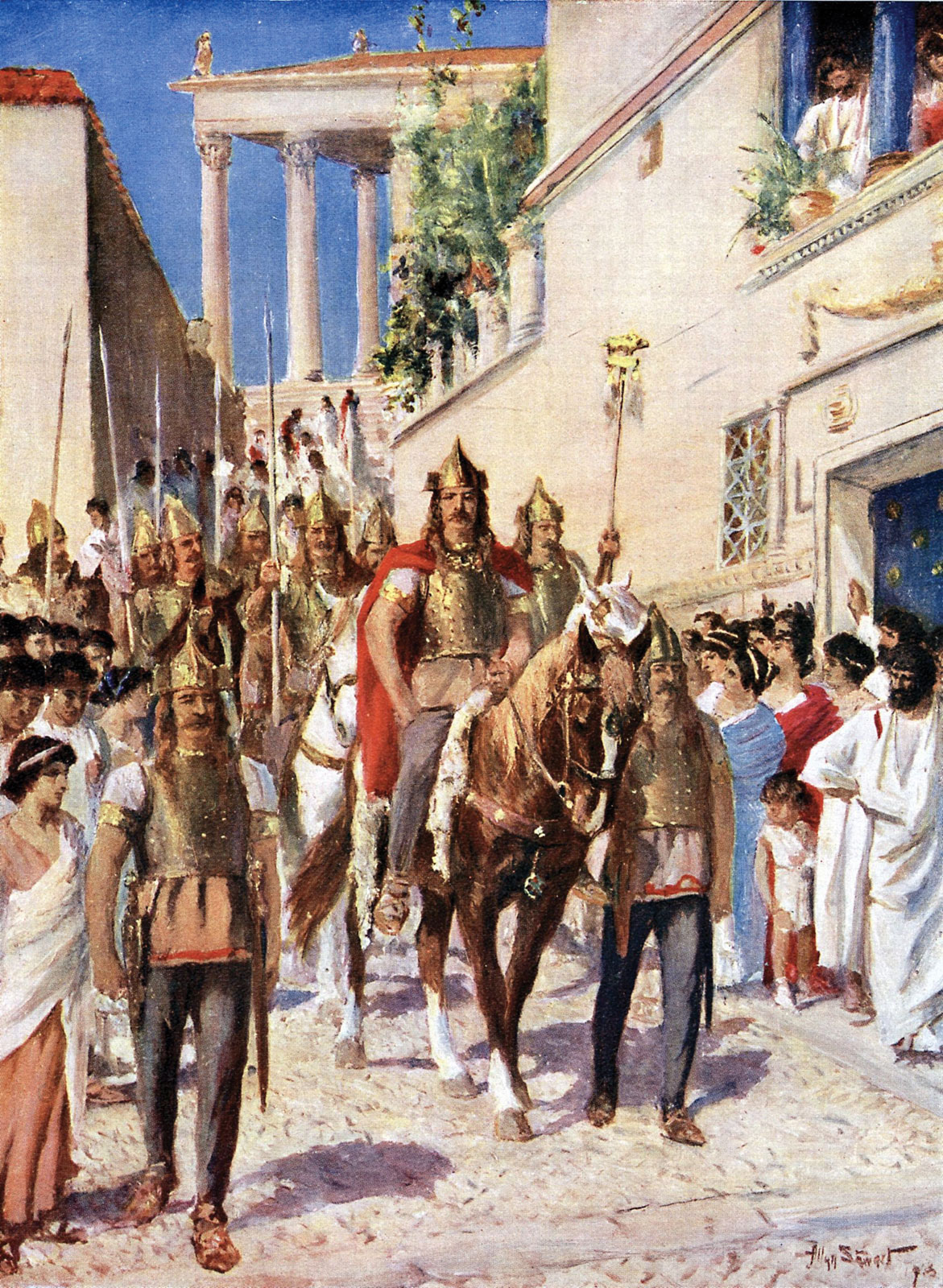
Alaric và người Visigoth ở Athens. Minh họa từ những năm 1920.

Vào tháng 1 năm 409, Viện Nguyên lão La Mã cử phái đoàn đến triều đình ở Ravenna để yêu cầu Hoàng đế Honorius đàm phán với Alaric. Viện Nguyên lão đề xuất đưa con cái quý tộc làm con tin để đổi lấy việc Alaric quay lại làm đồng minh của Đế quốc. Tuy nhiên, dưới ảnh hưởng từ quan đại thần Olympius, Honorius từ chối và điều 5 quân đoàn từ Dalmatia (6.000 quân) đến bảo vệ Rome. Nhưng viên tướng Valens, vì cho rằng đi vòng qua quân Goth là hèn nhát, nên đưa quân vào Etruria và bị Alaric phục kích tiêu diệt gần như toàn bộ – chỉ có khoảng 100 người sống sót đến được Rome.
Một phái đoàn thứ hai – lần này có cả Giáo hoàng Innocent I – được hộ tống bởi lính Goth đến gặp Honorius để tiếp tục cầu hòa. Cùng lúc, tin báo đến rằng Ataulf (em rể Alaric) đã vượt dãy Alps với quân tiếp viện đến Ý để gia nhập Alaric.
Honorius tập hợp lực lượng còn lại tại miền bắc Ý và giao 300 kỵ binh người Hung cho Olympius chỉ huy, ra lệnh chặn đường Ataulf. Dù giết được 1.100 người Goth và chỉ mất 17 quân (theo lời kể), Olympius vẫn buộc phải rút lui về Ravenna. Ataulf sau đó nhập quân với Alaric.
Thất bại này khiến Olympius mất quyền và trốn chạy sang Dalmatia. Jovius – bạn của Alaric và người từng ủng hộ Stilicho – lên thay, trở thành quyền thần mới và được phong tước patrician. Jovius tổ chức một cuộc binh biến tại Ravenna, giết chết hai tướng cấp cao là Turpilio và Vigilantius.
Jovius thân thiện với Alaric nên sẵn sàng đàm phán. Alaric đề xuất nhận cống phẩm hàng năm gồm vàng, ngũ cốc và đất định cư tại Dalmatia, Noricum và Venetia. Jovius còn viết riêng cho Honorius, gợi ý rằng nếu Alaric được phong magister utriusque militiae (tổng chỉ huy quân sự), có thể giảm bớt yêu cầu khác. Honorius không chỉ từ chối mà còn gửi một bức thư xúc phạm, được đọc công khai trong cuộc đàm phán. Alaric tức giận bỏ đàm phán, còn Jovius thề sẽ không bao giờ thương lượng với Alaric nữa.
Tuy nhiên, khi biết Honorius đang cố chiêu mộ 10.000 lính người Hung để đối phó, Alaric lại đề nghị hòa bình. Ông không đòi chức tước hay vàng bạc nữa, chỉ xin đất ở Noricum và một lượng ngũ cốc "tùy Hoàng đế thấy đủ". Sử gia Olympiodorus về sau nhận xét đây là những điều kiện vô cùng khiêm tốn. Nhưng đã quá muộn – triều đình của Honorius, bị ràng buộc bởi lời thề, từ chối đề nghị. Alaric lại tiến về Rome.
Alaric chiếm cảng Portus và tái vây hãm Rome vào cuối năm 409. Trước nguy cơ đói khát và dịch bệnh, Viện nguyên lão La Mã đồng ý với yêu cầu của Alaric: lập một hoàng đế mới để đối đầu Honorius. Họ bầu Priscus Attalus – một lão quý tộc ngoại giáo (sau đó rửa tội) – lên làm hoàng đế. Alaric được phong magister utriusque militiae, còn Ataulf làm comes domesticorum equitum (chỉ huy cận vệ kỵ binh). Cuộc vây hãm được dỡ bỏ.

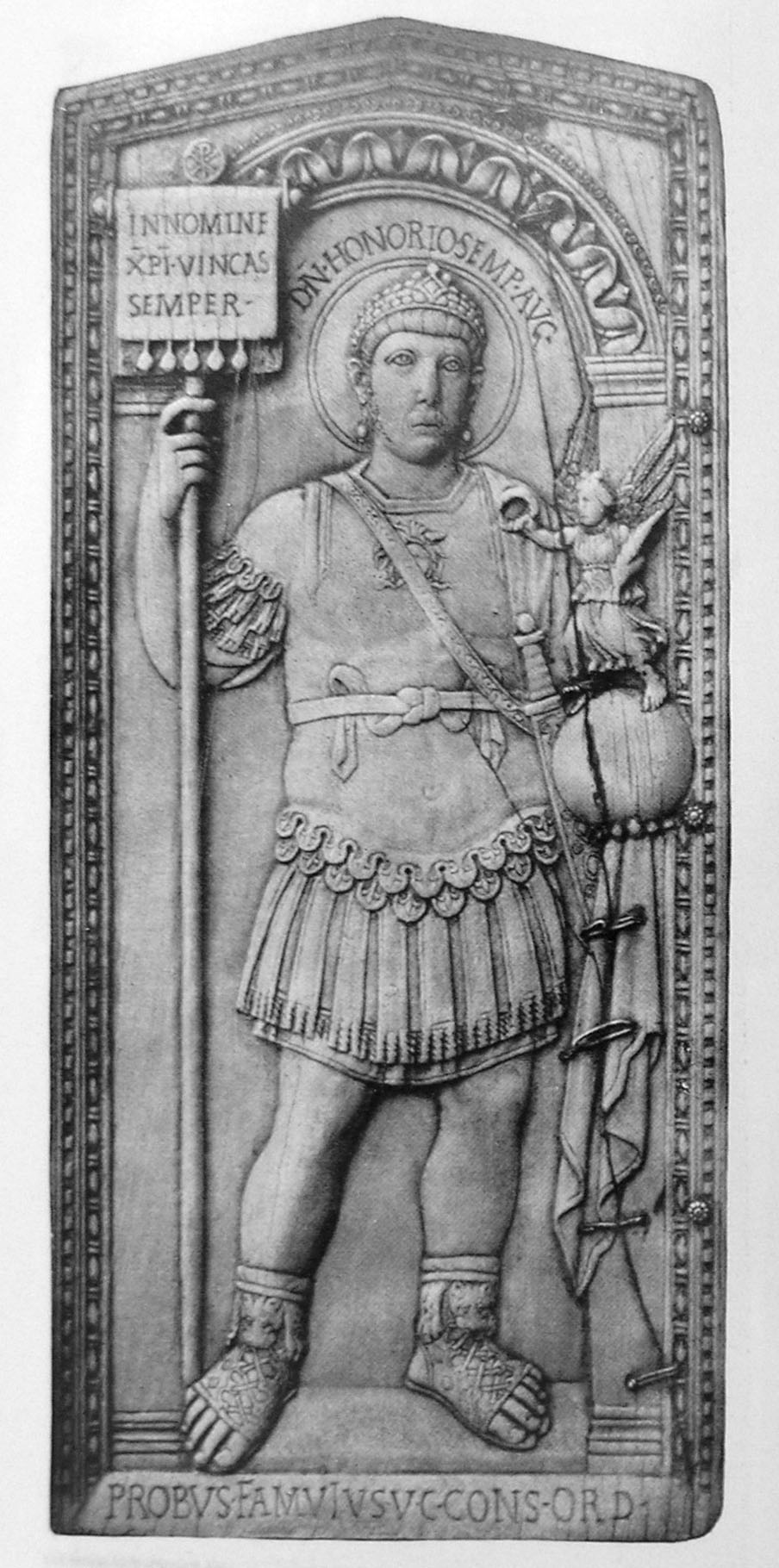
Hoàng đế Tây La Mã Honorius được khắc họa trên tranh ghép tổng tài của Anicius Petronius Probus (406)

Tuy nhiên, Heraclian – thống đốc tỉnh châu Phi (nguồn cung lương thực quan trọng) – vẫn trung thành với Honorius. Attalus phái quân La Mã đến đánh Heraclian nhưng không chịu dùng quân Visigoth vì nghi ngờ ý đồ của họ. Attalus và Alaric kéo quân đến Ravenna, chiếm vài thành phố ở phía bắc.
Honorius hoảng loạn xin đàm phán, nhưng Attalus đòi Honorius bị đày đi và từ chối chia sẻ quyền lực. Jovius phản bội Honorius và về phe Attalus, được phong patrician. Jovius còn đề nghị nên cắt tai, mũi Honorius (phong tục phổ biến ở Đông La Mã), nhưng Attalus từ chối.
Trong lúc Honorius chuẩn bị bỏ chạy sang Constantinople thì 4.000 quân Đông La Mã bất ngờ đến Ravenna, giúp Honorius trấn tĩnh. Cùng lúc đó, Heraclian đánh bại quân Attalus ở châu Phi, cắt nguồn lương thực cho Rome, đe dọa một nạn đói khác.
Alaric muốn đưa quân Goth sang chiếm châu Phi nhưng Attalus lại từ chối vì vẫn nghi ngờ Alaric. Theo lời khuyên của Jovius, Alaric phế truất Attalus tại Ariminum vào mùa hè năm 410, rồi tiếp tục mở lại đàm phán với Honorius.

### Cuộc bao vây thứ ba

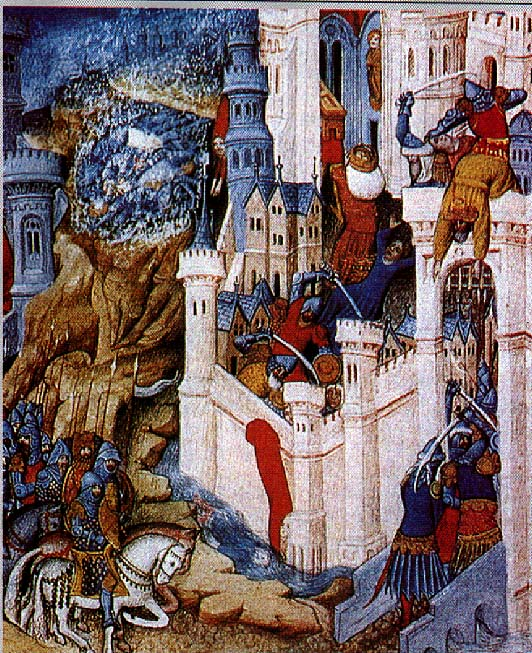
Một bức tiểu họa Pháp thế kỷ 15, mô tả cuộc cướp phá thành Rome năm 410.

Honorius cuối cùng đồng ý gặp Alaric ở một địa điểm cách Ravenna khoảng 12 km. Khi Alaric đến nơi chờ đợi, Sarus – kẻ thù truyền kiếp của Ataulf và hiện đang đứng về phe Honorius – bất ngờ tấn công Alaric với một lực lượng La Mã nhỏ. Sử gia Peter Heather cho rằng Sarus từng thua Alaric trong cuộc tranh giành ngôi vua của người Goth từ thập niên 390.
Alaric sống sót, nhưng vô cùng phẫn nộ vì hành vi phản trắc này. Quá thất vọng sau nhiều lần thương lượng thất bại, Alaric từ bỏ mọi hy vọng hòa bình và kéo quân về Rome – bắt đầu cuộc vây hãm lần thứ ba và cũng là cuối cùng. Vào ngày 24 tháng 8 năm 410, người Visigoth tràn vào Rome qua Cổng Salarian, có thể là nhờ phản bội hoặc do dân đói quá mở cổng. Quân Alaric cướp bóc thành Rome trong ba ngày.
Nhiều công trình vĩ đại bị tàn phá, bao gồm lăng mộ của Augustus và Hadrian, nơi chôn cất nhiều hoàng đế – tro cốt trong các bình đựng bị rải rác. Khắp nơi, tài sản có thể mang theo đều bị cướp. Hai địa điểm tôn giáo lớn – các đền thờ Thánh Phêrô và Thánh Phaolô – được tha, nhưng từ cung điện Lateran, quân Visigoth lấy đi một bình đựng bánh thánh bằng bạc nặng hơn 900 kg, vốn là quà tặng từ hoàng đế Constantine.
Thiệt hại về công trình xây dựng chủ yếu tập trung gần khu vực Viện Nguyên lão và Cổng Salarian – Vườn Sallust bị thiêu rụi và không bao giờ được xây lại. Các công trình khác như Vương cung thánh đường Aemilia và Vương cung thánh đường Julia cũng bị thiêu hủy. Dân Rome rơi vào tuyệt vọng. Nhiều người bị bắt làm tù binh, trong đó có cả em gái của hoàng đế – Galla Placidia. Một số người được chuộc lại, số khác bị bán làm nô lệ, hoặc bị giết và hãm hiếp.
Một tu sĩ người Anh tên Pelagius đã sống sót và viết thư kể lại thảm cảnh. Ông mô tả thành Rome bị hạ bởi tiếng kèn của dân man rợ, nơi mọi tầng lớp xã hội – từ nô lệ đến quý tộc – đều bị cuốn vào thảm kịch, không ai được tha.
Một trong những nạn nhân là thánh nữ Marcella, 85 tuổi, bạn thân của thánh Jerome. Bà sống trong cảnh thanh bần nên không có của cải, nhưng quân lính không tin và đánh đập bà tàn nhẫn để moi thông tin. Marcella không kêu than mà cầu xin chúng tha cho cô gái trẻ Principia đi cùng, vì sợ cô bị làm nhục. Kết quả, họ được đưa đến đền thờ Thánh Phaolô để được trú ẩn – hoặc nếu không, thì cũng là nơi an táng. Marcella chết vài ngày sau vì vết thương.
Tuy nhiên, so với tiêu chuẩn thời đó, cuộc cướp phá này được coi là "kiềm chế". Không có vụ thảm sát hay bắt nô lệ hàng loạt. Hai đại đền thờ vẫn là nơi trú ẩn an toàn. Phần lớn công trình vẫn đứng vững, dù của cải đã bị lấy sạch.

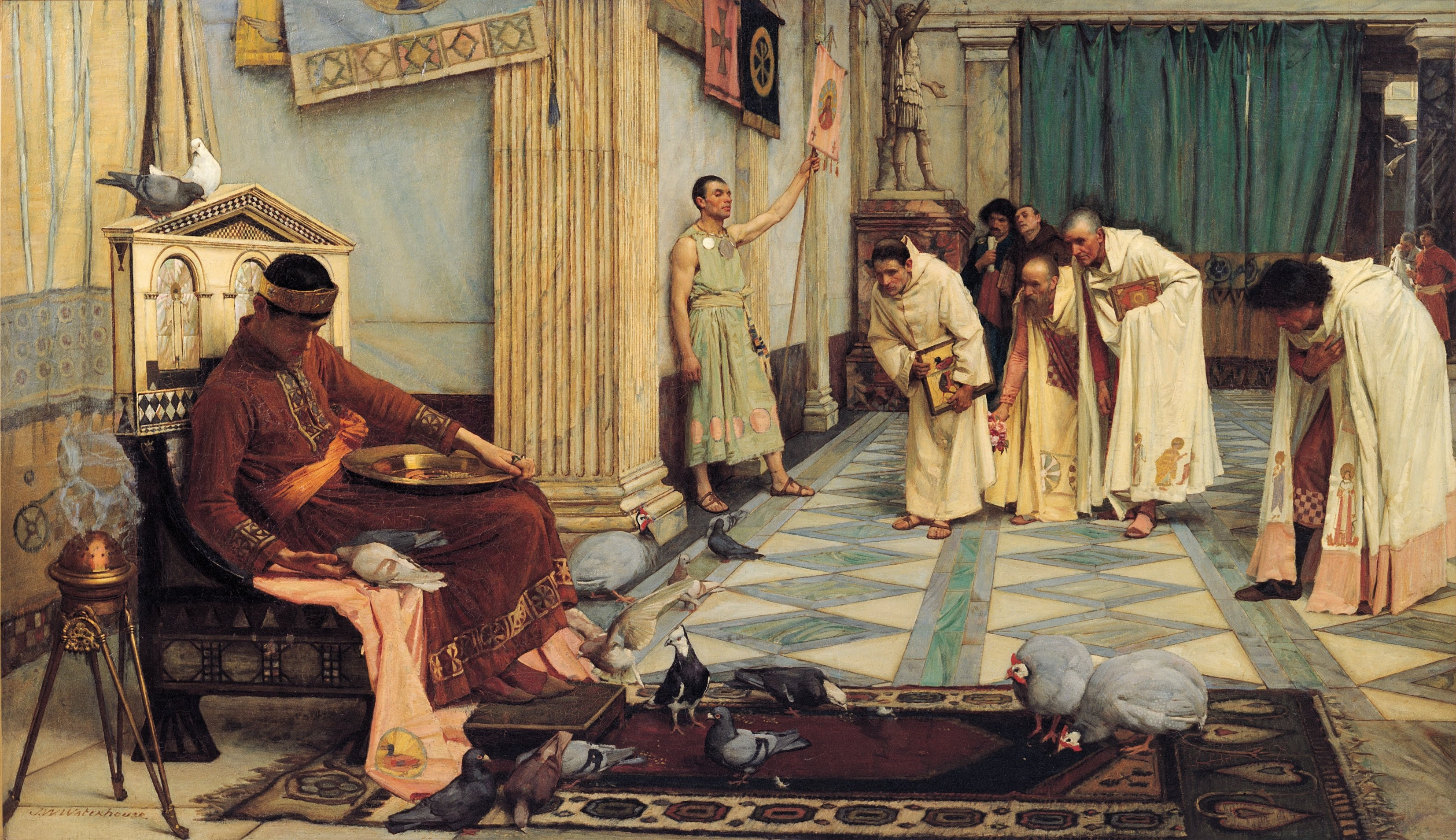
Những người sủng ái của Hoàng đế Honorius, bởi John William Waterhouse, 1883

Hàng loạt người dân Rome tị nạn sang châu Phi, Ai Cập và Đông La Mã. Nhiều người bị cướp bóc trong hành trình tị nạn. Thánh Jerome viết rằng thống đốc Heraclian thậm chí còn bán các bé gái trong đám người tị nạn sang các nhà thổ Đông La Mã. Ông miêu tả cảnh tượng thê thảm ở Bethlehem – nơi từng là tu viện nay biến thành nơi trú ẩn, tiếp nhận đám đông quý tộc cũ, giờ đây rách rưới và không còn gì trong tay. Jerome viết: “Ai có thể tin rằng thành Rome hùng mạnh lại sụp đổ… rằng nơi từng thống trị toàn thế giới, giờ lại trở thành mồ chôn của muôn dân?”
Sử gia Procopius còn kể một giai thoại châm biếm: Khi Honorius nghe tin “Rome đã sụp đổ”, ông hoảng hốt tưởng con gà cưng tên “Roma” của mình chết. Sau khi được giải thích là thành phố Rome bị mất vào tay Alaric, ông thở phào nhẹ nhõm: “Ồ, ta tưởng là con gà của ta cơ!”.

## Hệ quả

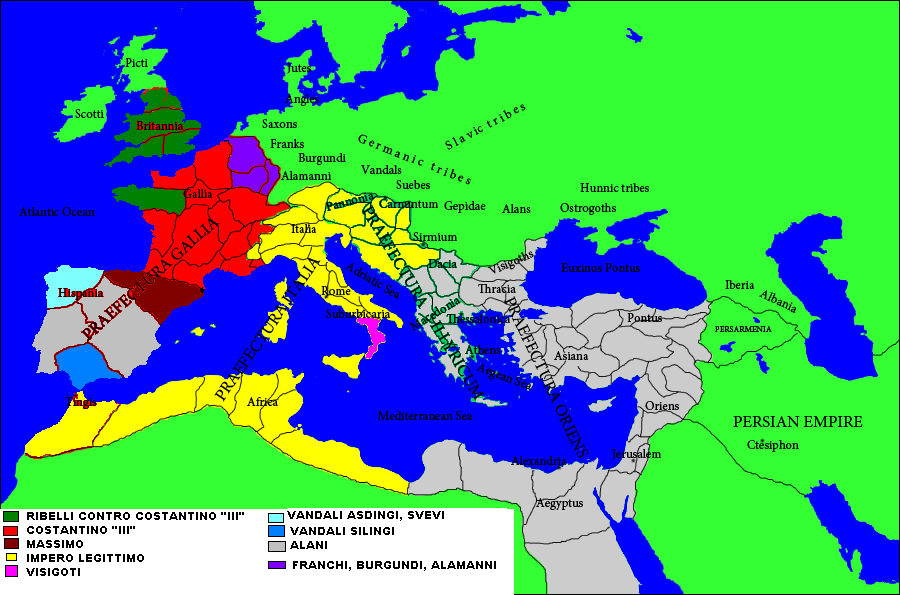
Tình hình chính trị hỗn loạn Đế chế Tây La Mã vào cuối năm 410
Khu vực do hoàng đế hợp pháp Honorius kiểm soát
Khu vực do kẻ tiếm vị Constantine III kiểm soát
Khu vực nổi dậy chống lại Constantine III
Người Frank, Alemanni, và Burgundi
Khu vực do kẻ tiếm vị Maximus kiểm soát
Người Silingi Vandals
Người Hasdingi Vandals và Suebi
Người Alan
Người Visigoth

Sau ba ngày cướp bóc, Alaric rời khỏi Rome, mang theo tài sản của thành phố và con tin quý giá là Galla Placidia (em gái của Hoàng đế Honorius). Người Visigoth tiếp tục tàn phá các vùng Campania, Lucania và Calabria. Một số thành phố như Nola và có thể cả Capua bị cướp phá. Alaric định xâm lược Sicily và châu Phi nhưng không thể vượt qua eo biển Messina do bão đánh đắm thuyền. Alaric qua đời vì bệnh ở Consentia cuối năm 410. Theo truyền thuyết, Alaric được chôn cùng kho báu dưới lòng sông Busento và các nô lệ bị giết để giữ bí mật vị trí.
Ataulf – anh rể Alaric – lên ngôi vua mới, dẫn người Visigoth tiến về Gaul. Ataulf kết hôn với Galla Placidia năm 414 nhưng mất chỉ một năm sau đó. Năm 418, người Visigoth lập Vương quốc Visigoth ở tây nam Gaul, sau này giúp đế chế Tây La Mã đánh Attila trong trận Catalaunian năm 451.
Cuộc xâm lược của Visigoth khiến thuế đất tại các vùng bị ảnh hưởng giảm mạnh. Các tầng lớp quý tộc không còn hỗ trợ xây dựng công trình công cộng ở miền nam trung Ý. Dân số Rome giảm từ 800.000 người năm 408 xuống còn 500.000 vào năm 419. Đây là lần đầu Rome bị cướp sau gần 800 năm, gây chấn động khắp đế quốc. Hoàng đế Đông La Mã Theodosius II tuyên bố ba ngày quốc tang, còn Thánh Jerome đau buồn nói: “Nếu Rome có thể sụp đổ, thì còn nơi nào an toàn?”
Sự kiện này xảy ra trong bối cảnh xung đột tôn giáo giữa người ngoại đạo và Kitô hữu. Cả hai bên đều cho rằng việc Rome bị cướp là bằng chứng cho lập luận thần thánh của họ. Orosius, một linh mục Kitô giáo, cho rằng đây là hình phạt của Chúa với một thành phố kiêu ngạo. Ngược lại, sử gia ngoại giáo Zosimus cho rằng việc từ bỏ các nghi lễ cổ đã làm suy yếu đế chế.
Những chỉ trích chống lại Kitô giáo đã khiến Thánh Augustine viết tác phẩm "Thành phố của Chúa", đặt nền móng cho triết học Kitô giáo. Cuộc cướp phá này là hệ quả của hàng loạt vấn đề nghiêm trọng trong Đế quốc Tây La Mã như nổi loạn nội bộ, quân đội không trung thành và sự xâm lăng từ bên ngoài. Vụ cướp còn nặng nề hơn xảy ra năm 455 do người Vandal gây ra, và đế chế Tây La Mã chính thức sụp đổ năm 476 khi Odovacer phế truất Hoàng đế cuối cùng.